# 圣若姆 (旧市镇)
圣若姆（法語：Saints-Geosmes，法語發音：[sɛ̃ ʒom]）是法国上马恩省的一个旧市镇，属于朗格勒区。2016年，圣若姆与市镇马恩河畔巴莱姆合并为新的圣若姆。

## 地理
圣若姆（47°49'55"N, 5°19'38"E）面积14.94 平方千米，位于法国大東部大區上马恩省，该省份为法国东北部内陆省份，北起马恩省和默兹省，西接奥布省，西南接科多尔省，东南接上索恩省，东临孚日省。
与圣若姆接壤的市镇（或旧市镇、城区）包括：马恩河畔巴莱姆、布尔、布雷讷、科翁、朗格勒、努瓦当勒罗舍、佩朗塞莱维约穆兰。

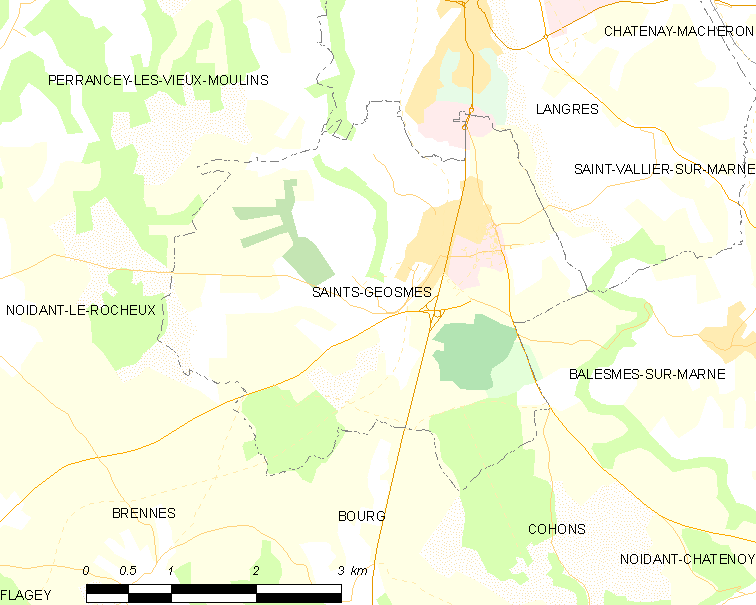
的OSM定位图

圣若姆的时区为UTC+01:00、UTC+02:00（夏令时）。

## 行政
圣若姆的邮政编码为52200，INSEE市镇编码为52449。

## 政治
圣若姆所属的省级选区为朗格勒县。

## 人口

1962-2008年间人口变化图示

圣若姆于2018年1月1日时的人口数量为886人。